# Obernzenn
Obernzenn est une commune de Bavière (Allemagne), située dans l'arrondissement de Neustadt an der Aisch-Bad Windsheim, dans le district de Moyenne-Franconie.

## Personnalités liées à la ville
- Gottfried Thomasius (1802-1875), théologien né à Egenhausen.
- Christian Schmidt, (1957-), homme politique né à Obernzenn.